# Alfonso García
Alfonso García Ortiz (ur. 17 października 1960 w Bilbao) – hiszpański judoka. Olimpijczyk z  Los Angeles 1984, gdzie zajął dwunaste miejsce w wadze średniej.
Piąty na mistrzostwach świata w 1981; uczestnik zawodów w 1983. Piąty na mistrzostwach Europy w 1982, siódmy w 1983. Brązowy medalista akademickich MŚ w 1982. Wicemistrz igrzysk śródziemnomorskich w 1983 roku.

## Letnie Igrzyska Olimpijskie 1984
| Konkurencja | Eliminacje           | Eliminacje            | Klas. końcowa |
| Konkurencja | Przeciwnik I         | Przeciwnik II         | Miejsce       |
| ----------- | -------------------- | --------------------- | ------------- |
| 86 kg       | Mario Vecchi (ITA) Z | Densign White (GBR) P | 12.           |